# Leben Jesu (Pont-Croix)

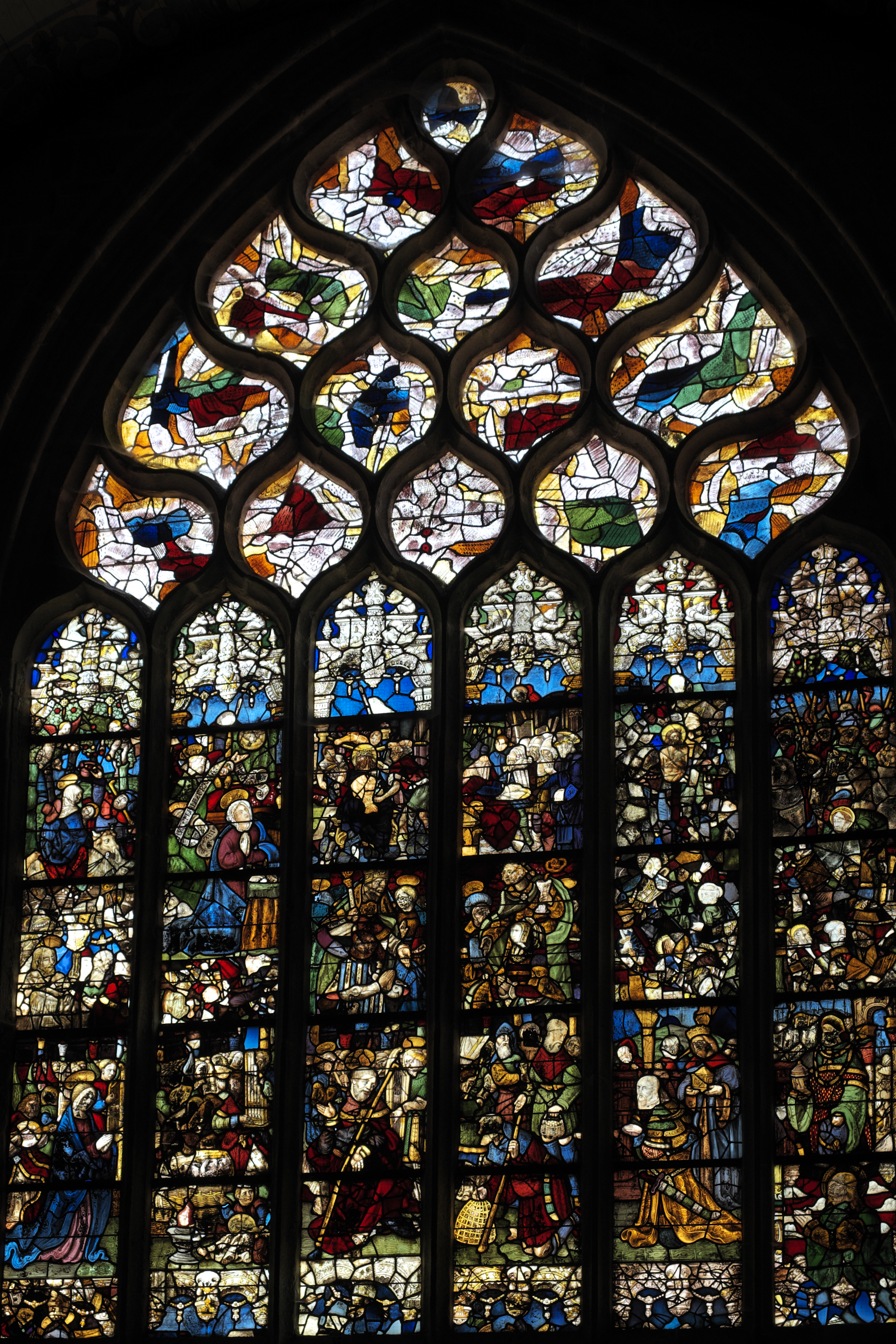
Fenster Leben Jesu in Pont-Croix

Das Fenster Leben Jesu in der katholischen Pfarrkirche Notre-Dame-de-Roscudon in Pont-Croix, einer französischen Gemeinde im Département Finistère in der Region Bretagne, wurde Ende des 15. Jahrhunderts geschaffen. Das Bleiglasfenster wurde 1862 als Monument historique in die Liste der Baudenkmäler in Frankreich aufgenommen.
Das Fenster im Chor stammt von einer unbekannten Werkstatt. Der heutige Zustand entstand durch die Zusammenfassung der Reste mehrerer Fenster, so dass folgende Szenen aus dem Leben Jesu zu erkennen sind: Verkündigung, Geburt Jesu, Anbetung der Hirten, Anbetung der Könige und Flucht nach Ägypten. Zwei Szenen stammen vermutlich aus einem Passionsfenster: Jesus wird gegeißelt und Jesus wird die Dornenkrone aufgesetzt.
Rechts unten sind die Stifter, Alain de Rosmadec und Jeanne du Chastel, kniend mit ihren Namenspatronen dargestellt.